# Hipoteza solarna
Hipoteza solarna – jedna z hipotez dotyczących powstania na Ziemi wody. Mówi ona, że woda wytworzyła się na skutek łączenia się w atmosferze ziemskiej wodoru i tlenu. Wodór według tej hipotezy dotarł do Ziemi razem z wiatrem słonecznym.
Alternatywne do niej są: hipoteza geochemiczna oraz hipoteza o pochodzeniu ziemskiej wody z komet i planetoid.